# Saison 2014 de l'équipe cycliste CCC Polsat Polkowice
La saison 2014 de l'équipe cycliste CCC Polsat Polkowice est la quinzième de cette équipe.

## Préparation de la saison 2014

### Arrivées et départs
| Arrivées           | Équipe 2013     |
| ------------------ | --------------- |
| Tomasz Marczyński  | Vacansoleil-DCM |
| Maciej Paterski    | Cannondale      |
| Branislau Samoilau | RCOP-Belarus    |

| Départs               | Équipe 2014 |
| --------------------- | ----------- |
| Sylwester Janiszewski | Suspendu    |

## Coureurs et encadrement technique

### Effectif
| Cycliste            | Date de naissance | Nationalité | Équipe 2013          |
| ------------------- | ----------------- | ----------- | -------------------- |
| Josef Černý         | 11 mai 1993       | Tchéquie    | CCC Polsat Polkowice |
| Paweł Charucki      | 14 octobre 1988   | Pologne     | CCC Polsat Polkowice |
| Piotr Gawroński     | 25 mars 1990      | Pologne     | CCC Polsat Polkowice |
| Adrian Honkisz      | 27 février 1988   | Pologne     | CCC Polsat Polkowice |
| Tomasz Kiendyś      | 23 juin 1977      | Pologne     | CCC Polsat Polkowice |
| Adrian Kurek        | 29 mars 1988      | Pologne     | CCC Polsat Polkowice |
| Tomasz Marczyński   | 6 mars 1984       | Pologne     | Vacansoleil-DCM      |
| Jarosław Marycz     | 17 avril 1987     | Pologne     | CCC Polsat Polkowice |
| Bartłomiej Matysiak | 11 septembre 1984 | Pologne     | CCC Polsat Polkowice |
| Nikolay Mihaylov    | 25 juin 1981      | Bulgarie    | CCC Polsat Polkowice |
| Jacek Morajko       | 26 avril 1981     | Pologne     | CCC Polsat Polkowice |
| Mateusz Nowak       | 15 juillet 1992   | Pologne     | CCC Polsat Polkowice |
| Łukasz Owsian       | 24 février 1990   | Pologne     | CCC Polsat Polkowice |
| Maciej Paterski     | 12 septembre 1986 | Pologne     | Cannondale           |
| Davide Rebellin     | 9 août 1971       | Italie      | CCC Polsat Polkowice |
| Marek Rutkiewicz    | 8 mai 1981        | Pologne     | CCC Polsat Polkowice |
| Branislau Samoilau  | 25 mai 1985       | Biélorussie |                      |
| Grzegorz Stępniak   | 24 mars 1989      | Pologne     | CCC Polsat Polkowice |
| Mateusz Taciak      | 16 juin 1984      | Pologne     | CCC Polsat Polkowice |

## Bilan de la saison

### Victoires
| Date       | Course                                                           | Pays     | Classe | Vainqueur            |
| ---------- | ---------------------------------------------------------------- | -------- | ------ | -------------------- |
| 11/05/2014 | Classement général du Szlakiem Grodów Piastowskich               | Pologne  | 2.1    | Mateusz Taciak       |
| 15/05/2014 | Visegrad 4 Bicycle Race - GP Czech Republic                      | Tchéquie | 1.2    | Josef Černý          |
| 24/05/2014 | Classement général du Tour de Norvège                            | Norvège  | 2.HC   | Maciej Paterski      |
| 31/05/2013 | 2e étape du Tour d'Estonie                                       | Estonie  | 2.1    | Adrian Kurek         |
| 12/06/2014 | 1re étape du Tour of Malopolska                                  | Pologne  | 2.2    | Bartłomiej Matysiak  |
| 21/06/2014 | 1re étape du Memorial im. J. Grundmanna J. Wizowskiego           | Pologne  | 2.2    | Bartłomiej Matysiak  |
| 29/06/2014 | Championnat de Bulgarie sur route                                | Bulgarie | CN     | Nikolay Mihaylov     |
| 29/06/2014 | Championnat de Pologne sur route                                 | Pologne  | CN     | Bartłomiej Matysiak  |
| 03/07/2014 | 3e étape de la Course de Solidarność et des champions olympiques | Pologne  | 2.2    | Grzegorz Stępniak    |
| 05/07/2014 | 5e étape de la Course de Solidarność et des champions olympiques | Pologne  | 2.2    | Jacek Morajko        |
| 19/07/2014 | 2e étape du Sibiu Cycling Tour                                   | Roumanie | 2.1    | Branislau Samoilau   |
| 20/07/2014 | 3ea étape du Sibiu Cycling Tour                                  | Roumanie | 2.1    | CCC Polsat Polkowice |
| 29/07/2014 | 1re étape du Dookoła Mazowsza                                    | Pologne  | 2.2    | CCC Polsat Polkowice |
| 02/08/2014 | Classement général du Dookoła Mazowsza                           | Pologne  | 2.2    | Jarosław Marycz      |
| 16/08/2014 | Mémorial Henryk Łasak                                            | Pologne  | 1.2    | Maciej Paterski      |
| 11/10/2014 | Tour d'Émilie                                                    | Italie   | 1.HC   | Davide Rebellin      |

### Résultats sur les courses majeures
Les tableaux suivants représentent les résultats de l'équipe dans les principales courses du calendrier international dans lesquelles l'équipe bénéficie d'une invitation (l'équipe n'est invitée sur aucune des cinq classiques majeures ni sur une des trois grands tours). Pour chaque épreuve est indiqué le meilleur coureur de l'équipe, son classement ainsi que les accessits glanés par CCC Polsat Polkowice sur les courses de trois semaines.

#### Classiques
| Classique            | Milan-San Remo | Tour des Flandres | Paris-Roubaix | Liège-Bastogne-Liège | Tour de Lombardie |
| -------------------- | -------------- | ----------------- | ------------- | -------------------- | ----------------- |
| Coureur (classement) | Non invitée    | Non invitée       | Non invitée   | Non invitée          | Non invitée       |

#### Grands tours
| Grand tour           | Tour d'Italie | Tour de France | Tour d'Espagne |
| -------------------- | ------------- | -------------- | -------------- |
| Coureur (classement) | Non invitée   | Non invitée    | Non invitée    |
| Accessits            |               |                |                |

### Classements UCI

#### UCI Asia Tour
L'équipe CCC Polsat Polkowice termine à la 49e place de l'Asia Tour avec 63 points. Ce total est obtenu par l'addition des points des huit meilleurs coureurs de l'équipe au classement individuel, cependant seuls cinq coureurs sont classés,.
| Rang | Coureur             | Points |
| ---- | ------------------- | ------ |
| 168  | Adrian Honkisz      | 20     |
| 218  | Bartłomiej Matysiak | 14     |
| 218  | Adrian Kurek        | 14     |
| 310  | Nikolay Mihaylov    | 8      |
| 324  | Łukasz Owsian       | 7      |

#### UCI Europe Tour
L'équipe CCC Polsat Polkowice termine à la 7e place de l'Europe Tour avec 1 182 points. Ce total est obtenu par l'addition des points des huit meilleurs coureurs de l'équipe au classement individuel,.
| Rang  | Coureur             | Points |
| ----- | ------------------- | ------ |
| 3     | Davide Rebellin     | 435    |
| 33    | Maciej Paterski     | 215    |
| 79    | Bartłomiej Matysiak | 137    |
| 135   | Mateusz Taciak      | 93     |
| 169   | Jarosław Marycz     | 78     |
| 171   | Adrian Kurek        | 77     |
| 178   | Marek Rutkiewicz    | 75     |
| 211   | Branislau Samoilau  | 64     |
| 335   | Josef Černý         | 40     |
| 363   | Grzegorz Stępniak   | 38     |
| 527   | Tomasz Kiendyś      | 19     |
| 592   | Tomasz Marczyński   | 16     |
| 635   | Jacek Morajko       | 14     |
| 699   | Nikolay Mihaylov    | 12     |
| 914   | Adrian Honkisz      | 6      |
| 968   | Łukasz Owsian       | 4      |
| 1 057 | Piotr Gawroński     | 2      |